# كأس ولي العهد 2004–05
أقيمت بطولة كأس ولي العهد الثانية عشر في موسم 2004/2005، وقد فاز بلقبها نادي القادسية الكويتي للمرة الرابعة في تاريخه والثانية على التوالي والثالث في آخر أربعة مواسم.
و قد أقيمت البطولة بنظام المجموعات، ويتأهل أول وثاني كل مجموعة إلى الدور النصف نهائي، وقد قسمت إلى الفرق إلى مجموعتين، المجموعة الأولى ضمت كل من نادي الكويت ونادي القادسية الكويتي ونادي العربي الكويتي ونادي الساحل الكويتي ونادي التضامن الكويتي ونادي الصليبيخات ونادي الشباب الكويتي، فيما ضمت المجموعة الثانية كل من نادي النصر الكويتي ونادي السالمية ونادي اليرموك ونادي كاظمة ونادي خيطان ونادي الفحيحيل ونادي الجهراء.
و قد تأهل من المجموعة الأولى نادي القادسية الكويتي ونادي الكويت وتأهل من المجموعة الثانية نادي النصر الكويتي ونادي السالمية.
و في دور الأربعة فاز نادي الكويت على نادي السالمية 2-0، وفاز نادي القادسية الكويتي على نادي النصر الكويتي 2-1.
و في مباراة تحديد المركزين الثالث والرابع بين نادي النصر الكويتي ونادي السالمية، فاز نادي النصر الكويتي بهدفين مقابل هدف.
و في يوم الأحد 1 مايو 2005 وفي المباراة النهائية ما بين نادي القادسية الكويتي ونادي الكويت إلى المباراة النهائية، وقد انتهى الوقت الأصلي بالتعادل 1-1، وقد سجل هدف نادي القادسية الكويتي أحمد البلوشي بينما سجل هدف نادي الكويت عبد الله نهار، وقد استطاع نادي القادسية الكويتي بأن يفوز بلقب البطولة، وقد كان مدرب نادي القادسية الكويتي محمد إبراهيم، وقد كان نجم المباراة حارس مرمى نادي القادسية الكويتي بدر الربيعة الذي دخل بديلا للحارس المصاب نواف الخالدي استطاع أن يتصدى لركلتي جزاء.
و كان هداف البطولة مهاجم نادي الكويت عبد الله نهار برصيد 11 هدف.

## الدور التمهيدي

### المجموعة الأولى
| الفريق                | لعب | فاز | تعادل | خسر | له | عليه | النقاط |
| --------------------- | --- | --- | ----- | --- | -- | ---- | ------ |
| نادي الكويت           | 6   | 5   | 1     | 0   | 19 | 5    | 16     |
| نادي القادسية الكويتي | 6   | 4   | 1     | 1   | 15 | 5    | 13     |
| نادي الساحل الكويتي   | 6   | 4   | 0     | 2   | 11 | 6    | 12     |
| نادي العربي الكويتي   | 6   | 4   | 0     | 2   | 8  | 4    | 12     |
| نادي التضامن الكويتي  | 6   | 2   | 0     | 4   | 5  | 10   | 6      |
| نادي الصليبيخات       | 6   | 1   | 0     | 5   | 6  | 21   | 3      |
| نادي الشباب الكويتي   | 6   | 0   | 0     | 6   | 5  | 18   | 0      |

### المجموعة الثانية
| الفريق             | لعب | فاز | تعادل | خسر | له | عليه | النقاط |
| ------------------ | --- | --- | ----- | --- | -- | ---- | ------ |
| نادي النصر الكويتي | 6   | 4   | 1     | 1   | 13 | 6    | 13     |
| نادي السالمية      | 6   | 4   | 0     | 2   | 13 | 8    | 12     |
| نادي اليرموك       | 6   | 4   | 0     | 2   | 9  | 7    | 12     |
| نادي كاظمة         | 6   | 3   | 1     | 2   | 11 | 5    | 10     |
| نادي خيطان         | 6   | 2   | 2     | 2   | 8  | 14   | 8      |
| نادي الفحيحيل      | 6   | 1   | 1     | 4   | 10 | 16   | 4      |
| نادي الجهراء       | 6   | 0   | 1     | 5   | 3  | 11   | 1      |

## الدور النصف نهائي
- نادي الكويت × نادي السالمية (0:2)
- نادي القادسية الكويتي × نادي النصر الكويتي (1:2)

## مباراة تحديد المركزين الثالث والرابع
- نادي النصر الكويتي × نادي السالمية (1:2)

## النهائي
- نادي القادسية الكويتي × نادي الكويت (1:1) (1:3) بضربات الجزاء الترجيحية.

سجل للقادسية : أحمد البلوشي
سجل للكويت : عبد الله نهار